# Corbeni, Argeș
Corbeni este satul de reședință al comunei cu același nume din județul Argeș, Muntenia, România.

## Personalități locale
- Vasile Tonoiu (1941–2023), filozof român, profesor de filozofie, membru titular al Academiei Române.